# Le Bœuf clandestin (téléfilm, 1969)
Pour les articles homonymes, voir Le Bœuf clandestin.
Le Bœuf clandestin est un téléfilm français réalisé par Jacques Pierre, diffusé en 1969.

## Fiche technique
- Titre : Le Bœuf clandestin
- Réalisation : Jacques Pierre
- Scénario : Jacques Pierre, d'après le roman éponyme de Marcel Aymé
- Musique : Jacques Loussier
- Durée : 89 min
- Date de diffusion :
  -  France : 18 mars 1969 sur 1ère chaîne ORTF

## Distribution
- Madeleine Robinson : Mme Berthaud
- Jean-Marc Tennberg : M. Berthaud
- Jacques Dumesnil : Le général d'Amandine
- Claire Nadeau : Roberte Berthaud
- Gaston Guez : le petit Jacques
- Renée Gardès : Julia, la bonne
- Michaël Schock : Maurice
- Gilles Olivier : Philippe Lardut
- Jean-Guy Jérôme : Dino
- Josette Harmina : Mme Dulatre
- Gabriel Gobin : M. Dulatre
- Gabrielle Doulcet : la grand-mère Dulatre
- Francis Joffo : Moiran
- Fanny Gaillard : Lence
- Françoise Arnaud : la fille qui rit
- Sophie Réal : la fille étrange
- Fabienne Arel : la vendeuse
- Fernand Bercher : le valet
- Jean Luisi et François Pasteyer : les gendarmes

## Autour du téléfilm
- Première adaptation du roman de Marcel Aymé, avant Le Bœuf clandestin de Lazare Iglesis, diffusé en 1993 et Le Bœuf clandestin de Gérard Jourd'hui, diffusé en 2013.